# Rogale (gromada)
Rogale – dawna gromada, czyli najmniejsza jednostka podziału terytorialnego Polskiej Rzeczypospolitej Ludowej w latach 1954–1972.
Gromady, z gromadzkimi radami narodowymi (GRN) jako organami władzy najniższego stopnia na wsi, funkcjonowały od reformy reorganizującej administrację wiejską przeprowadzonej jesienią 1954 do momentu ich zniesienia z dniem 1 stycznia 1973, tym samym wypierając organizację gminną w latach 1954–1972.
Gromadę Rogale z siedzibą GRN w Rogalach utworzono – jako jedną z 8759 gromad na obszarze Polski – w powiecie węgorzewskim w woj. olsztyńskim na mocy uchwały nr 28 WRN w Olsztynie z dnia 4 października 1954. W skład jednostki weszły obszary dotychczasowych gromad Jagoczany, Pietraszki i Rogale ze zniesionej gminy Banie Mazurskie w tymże powiecie. Dla gromady ustalono 9 członków gromadzkiej rady narodowej.
1 stycznia 1955 gromadę przyłączono do powiatu gołdapskiego w woj. białostockim, gdzie ustalono dla niej 9 członków gromadzkiej rady narodowej.
1 stycznia 1972 gromadę Rogale zniesiono, a jej obszar włączono do gromad Banie Mazurskie (miejscowości Audyniszki, Maciejowa Wola i Rogale oraz część gruntów Nadleśnictwa Skalisko o powierzchni 1184,08 ha, obejmującą oddziały Nr Nr 9, 13-62, 85, 95-98), Skocze (miejscowości Jany, Janki, Mażucie, Osieki, Pietraszki i Użbale oraz część gruntów Nadleśnictwa Skalisko o powierzchni 207,45 ha, obejmującą oddziały Nr Nr 5, 8, 11, 12, 310-313) i Żabin (Jagoczany, Klewiny, Obszarniki i Skaliszkiejmy oraz część gruntów Nadleśnictwa Skalisko o powierzchni 436,35 ha, obejmującą oddziały Nr Nr 79—84, 88, 89, 93, 314—321).